# American Pie Presents: Girls' Rules
American Pie Presents: Girls' Rules (bra: American Pie: Meninas ao Ataque) é um filme de comédia sexual estadunidense, dirigido por Mike Elliott. É a quinta parte da série de filmes American Pie Presents, um spin-off da franquia American Pie, a nona geral.
O filme foi lançado diretamente em DVD em 2020 pela Universal Studios Home Entertainment.

## Sinopse
Agora que é seu último ano, Annie, Kayla, Michelle e Stephanie se unem para controlar seu poder feminino para conseguir o que desejam.[carece de fontes?]

## Elenco
- Madison Pettis como Annie Watson
- Lizze Broadway como Stephanie Stifler
- Natasha Behnam como Michelle
- Piper Curda como Kayla
- Darren Barnet como Grant
- Zachary Gordon como Emmett
- Lucas Adams como McCormick
- Lily Bleu Andrew como Meredith
- Ed Quinn como Kevin
- Sara Rue como Ellen
- Barry Bostwick como PeePaw